# Paolo Salvi
Paolo Salvi, né le 22 novembre 1891 à Brescia et mort le 12 janvier 1945 au camp de concentration de Mauthausen, est un gymnaste italien qui a participé aux Jeux olympiques d'été de 1912 et aux Jeux olympiques d'été de 1920 où il décroche l'or lors des deux éditions avec l'équipe masculine.
Il meurt dans le camp de concentration de Mauthausen-Gusen au cours de la Seconde Guerre mondiale.

## Postérité
Le 7 mai 2015, en présence du président du Comité national olympique italien (CONI), Giovanni Malagò, a été inauguré  le Walk of Fame du sport italien dans le parc olympique du Foro Italico de Rome, le long de Viale delle Olimpiadi. 100 tuiles rapportent chronologiquement les noms des athlètes les plus représentatifs de l'histoire du sport italien. Sur chaque tuile figure le nom du sportif, le sport dans lequel il s'est distingué et le symbole du CONI. L'une de ces tuiles lui est dédiée .